# Reino de Thomond
El Reino de Thomond fue un reino histórico localizado en la costa oeste de Irlanda. El origen del nombre proviene del irlandés Tuadh-Mhumhain, que significa "Norte de Muster", actualmente denominado Tuamhain. El reino de Thomond se originó en el año 1118, basado en el Tratado de Glanmire, cuando la mayor parte de Munster se fracturó en el Reino de Desmond y el Reino de Thomond.
Comprendía las regiones actuales del Condado de Clare, el Condado de Limerick, el norte del Condado de Kerry y el norte del Condado de Tipperary.
Constituyó el territorio ancestral de los Dál gCais, aunque otros pueblos gaélicos habitaron la zona, tales como los Éile y los Eóganachta e incluso los nórdicos de Limerick. Su vigencia se extendió desde el colapso del Reino de Munster en el siglo XII, cuando el enfrentamiento entre los Ó Briain y los Mac Cárthaigh llevaron al cisma del reino entre Thomond (norte de Munster) y Desmond (sur de Munster). Continuó existiendo fuera del Señorío de Irlanda hasta el siglo XVI.
El origen exacto de Thomond, originalmente como parte de Munster, es objeto de debate. Se admite generalmente que los Déisi Muman se desplazaron al noroeste entre los siglos V y VIII, ocupando los territorios de los Uí Fiachrach Aidhne, tribu de los Connachta. Finalmente,los Dál gCais controlaron todo Munster, en detrimento de los Eóganachta. El personaje más famoso de esta tribu fue Brian Boru, Rey Supremo de Irlanda, conocido por su victoria en Clontarf. Cuatro generaciones después, y tras proporcionar tres reyes supremos más, los Dál gCais fueron incapaces de mantener el poder y Thomond se convirtió en una entidad separada.
Entre mediados del siglo XII y finales del siglo XIII, cuando la mayor parte de Irlanda quedó bajo control directo de los ingleses, Thomond pasó también a formar parte de la esfera angloirlandesa. La familia de Clare estableció una colonia en Bunratty, mientras que los Butler y FitzGeralds se establecían tierra adentro. Sin embargo, a partir de la batalla de Dysert O'Dea, Thomond fue restaurado como reino, y sus gobernantes recuperaron Limerick. Los O'Brien no entrarían en la órbita inglesa hasta los años 1540.

## Geografía
El Condado de Clare era a veces conocido como el condado de Thomond justo después de su creación a partir del Distrito de Thomond.
En 1841, una estimación de la extensión del reino fue efectuada por John O'Donovan y Eugene Curry
"El principado de Thomond, generalmente llamado el país de Dal-Cais, comprendía todo el actual condado de Clare, las parroquias de Iniscaltra y Clonrush en el condado de Galway, todo Ely O'Carroll, las baronías de Ikerrin, Ormond superior e inferior, Owney y Arra, y algo más de la mitad oeste de la baronía de Clanwilliam en el condado de Tipperary; las Baronías de Owenybeg, Coonagh y Clanwilliam, y las mitades orientales de las Baronías de Small County y Coshlea en el condado de Limerick."

## Historia

### Creación desde Munster
Toda la provincia de Munster estaba controlada por los O'Brien (Ua Briain) liderados por Toirdelbach Ua Briain y su hijo Muirchertach entre 1072-1114. Su capital se localizaba en Limerick. En una apuesta para segurar su título de rey supremo para el clan, Muirchertach promovió la reforma eclesiástica en 1111 con la creación de diócesis territoriales por toda la isla. Para ello, contaban con numerosos apoyos extranjeros, incluyendo al rey noruego Magnus Bareleg y el barón Anglo normando Arnulf de Montgomery, unidos al clan por matrimonio en 1102. Su pretensión al título de Reyes Supremos fue respondida por el clan O'Neill (Uí Néill) en el Úlster encabezado por Domnall MacLochlainn de Ailech. Aunque Muirchertach luchó en el norte con todas sus fuerzas, fue incapaz de obtener la sumisión de Ailech. Cuando enfermó en 1114 fue depuesto por su hermano Diarmait. Muirchertach recuperó brevemente el poder, pero tras su muerte en 1119 los hijos de su hermano tomaron el control del clan.
Los planes de MacLochlainn para recuperar la corona para el norte fueron frustrados por su aliado Toirdelbach Ua Conchobair de Connacht que se alió con los O'Brien. En 1118 Conchobair dividió Munster entre los hijos de Diarmait y Tagh Mac Carthaig. La sección norte de la provincia se convirtió en el reino de Thomond (Tuadh Mhumhain "Norte de Munster"), gobernado por los O'Brien y la parte sur fue el reino de Desmond (Deas Mhumhain "Sur de Munster"), gobernado por los Mac Carthy.

### Normandos y guerras civiles
Entre los siglos XII y XIV, la Invasión normanda y los múltiples intentos de conquista fueron el principal desafío para el reino gaélico. El cuadro se complicaba, ya que las ramas rivales de la dinastía Ó Briain, enfrentadas entre sí, se aliaban con las familias normandas para derrotar a sus parientes. En 1169, Domhnall Mór Ó Briain era rey de Thomond. Domhnall era un hombre de realpolitik; su principal preocupación era mantener su posición en Thomond, para lo que no dudó en colaborar con Strongbow y otros contra otros reinos gaélicos como Ossory, Desmond y Connacht. Domhnall incluso reconoció a Enrique II como Señor de Irlanda en Cashel en 1171, pero solo dos años después, cuando el Enrique intentó entregar Thomond a Philip de Braose la situación dio la vuelta. Los Dál gCais derrotaron a los normandos en Thurles en 1174, con 700 muertos. Al año siguiente, cuando Raymond le Gros capturó Limerick en un ataque naval, Domhnall lo recuperó y lo incendió antes de que cayera en manos enemigas. Los siguientes veinte años fueron más seguros para los gaélicos de Thomond.

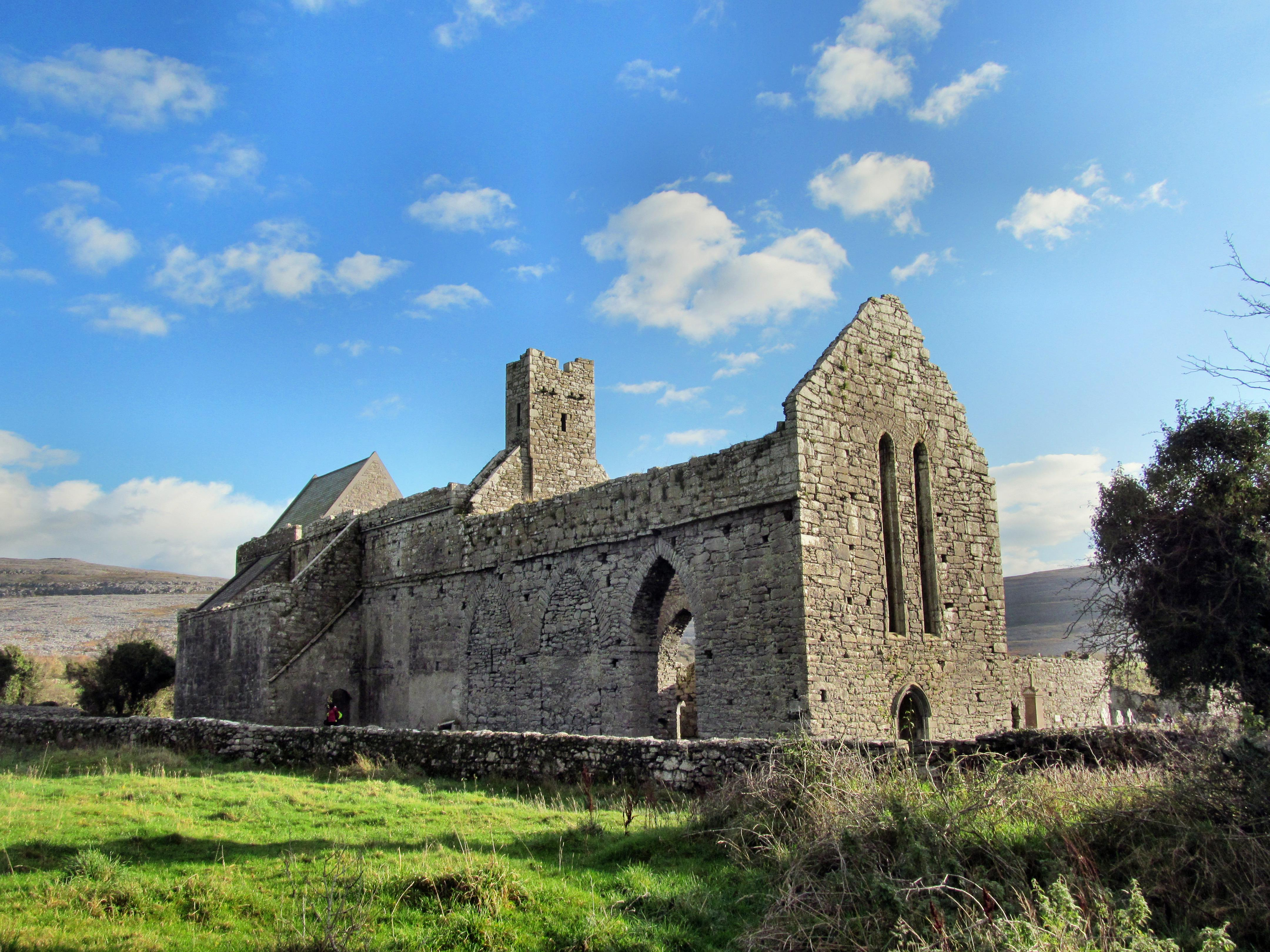
Corcomroe Abbey, lugar de descanso de Conor na Siudane Ua Briain, que tiene una efigie de piedra allí.

Tras la muerte de Domhnall Mór se abre un periodo de destructivas disputas entre su descendencia, lo que provoca el declive del reino de Thomond. La disputa entre Muircheartach Finn Ó Briain y Conchobhar Ruadh Ó Briain interrumpieron el reinado de Muircheartachentre 1198-1203. El propio Muirchertach fue cegado por los Normandos en 1208 y obligado a abdicar, ya que no era righdamhna. Donnchadh Cairprech Ó Briain tuvo que tratar con los disidentes Mac Con Mara y Ó Coinn, por lo que dejó entrar a los Mac Gormáin de Laigin como sus porta estandartes. Donnchadh también buscó el apoyo de los de Burgh y otras familias normandas, a un elevado precio; Limerick y las tierras circundantes formarían parte de los condados de Limerick y Tipperary. Presionados por los Butler, Thomond no abarcaba mucho más de lo que sería el actual condado de Clare, protegido por el Shannon. Donnchadh trasladó su capital a Clonroad.
El avance de los normandos continuaría durante el reinado de Conchobhar na Suidaine Ó Briain, por la concesión de tierras que Enrique III hizo a favor de Robert de Muscregos y John Fitzgeoffrey. De los dos, de Muscregos fue el más activo, construyendo los castillos de Clare y Bunratty y una colonia. Este precedente era muy peligroso para Thomond, ya que el reino dejaría de existir si se seguía reduciendo. Conchobhar y su hijo Tadhg Cael Uisce Ó Briain se rebelaron y mataron a muchos colonos normandos en 1257. Al año siguiente, los jefes gaélicos de toda Irlanda decidieron formar un frente anti normando y se reunieron en Cael Uisce, cerca del Lough Erne. Planearon nombrar un nuevo Rey Supremo de Irlanda, eligiendo por mayoría a Brian Ó Néill. Tadhg era orgulloso y testarudo, declarando que su padre debería ser el Rey Supremo; por ello los Dál gCais no tomaron parte en la Batalla de Druim Dearg, en la que los gaélicos fueron derrotados, lo que dañó la reputación de Thomond.

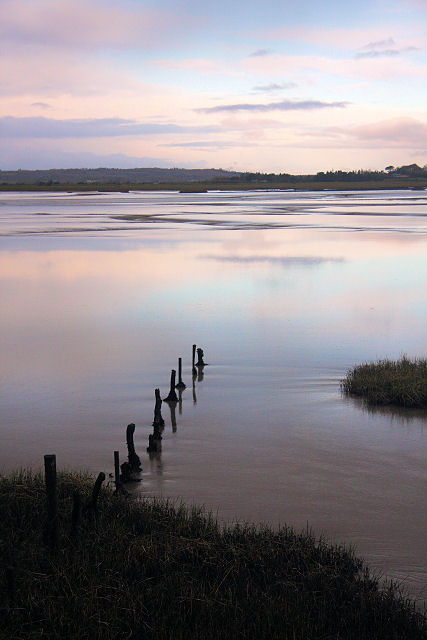
La búsqueda de Donnchadh mac Brian Ó Briain concluyó con su ahogamiento en el Río Fergus.

Brian Ruadh Ó Briain mantuvo la presión incendiando el castillo de Clare y forzando a los de Muscregos a huir a Gales, pero tenía problemas con sus propios paisanos. Los clanes de Mac Con Mara, Ó Deághaidh y Mac Gormáin apoyaron a su sobrino Toirdelbach Ó Briain, hijo de Tadhg Cael Uisce, como rey y se rebelaron. Viendo una oportunidad, Eduardo II ofreció Thomond a Thomas de Clare si podía aprovechar las disputas de los Ó Briain. Los hechos que sucedieron han pasado a la historia como los Cathreim Thoirdhealbhaigh. Después de que Brian recuperara brevemente Clonroad con la ayuda de Clare, Toirdelbach llegó desde Galway con el apoyo de los de Burghs y recuperó el control una vez más en 1277. Brian fue ejecutado por su "aliado" en Bunratty, pero de Clare se reconcilió rápidamente con su hijo Donnchadh mac Brian Ó Briain y le apoyó contra Toirdelbach. La lucha continuó hasta que Donnchadh se ahogó en Islandmagrath, en el Río Fergus. Con Toirdelbach como rey indiscutido, los Mac Con Mara fueron capaces de expulsar a de Clare.
El conflicto entre ambas familias continuaría en la siguiente generación entre Donnchadh mac Toirdelbach Ó Briain (respaldado por William Liath de Burgh) y Diarmuid Cléirech Ó Briain (con el apoyo de Richard de Clare). Se logró un éxito militar en Bunratty in 1311 cuando Diarmuid y su primo Donnchadh fueron muertos en Corcomroe. Tras esto, el líder del Clann Tadhg fue Muircheartach mac Toirdelbach Ó Briain y tras la repentina muerte de Diarmuid, Donnchadh mac Domhnall Ó Briain pasó a ser el líder del Clann Briain Ruadh. Las guerras Bruce de Irlanda añadieron un elemento impredecible y se produjeron algunas alianzas sorprendentes. Donnchadh eligió apoyar a Edward Bruce, que convirtió a de Clare en su enemigo. Muircheartach que ahora reinaba supremo en Thomond, gracias a los de Burgh, apoyaba nominalmente al Señorío de Irlanda. Ambos primos se enfrentaron en al segunda batalla de Athenry. El hermano de Muircheartach Diarmuid consiguió destruir a Donnchadh y a la mayor parte de los partidarios del Clann Briain Ruadh en la Battle de Corcomroe in 1317. El final de las pretensiones normandas y de los de Clares en Thomond llegaría al año siguiente en la Batalla de Dysert O'Dea, gracias sobre todo a la capacidad táctica de Conchobhar Ó Deághaidh, que aseguró la victoria gaélica.

### Unidad y Resurgencia
El último intento exitoso de los normandos de aplicar la política de divide y vencerás en Thomond fue el caso de Maurice FitzGerald, I conde de Desmond. Durante toda su vida se rumoreó que quería ser hecho rey de Irlanda. Respaldó con éxito a Brian Bán Ó Briain para derrocar a Diarmuid del Clan Tadhg en 1343-1350, pero igualmente decisivo fue el apoyo de los Mac Con Mara, para restaurar a Diarmuid. Con la excepción de un fallido intento normando de reconstruir Bunratty por Thomas de Rokeby entre 1353-1355, el proyecto colonial inglés en Thomond se dio por concluido hasta la sumisión de Ó Briain en el siglo XVI. El señorío normando se vio debilitado por las guerras Bruce de 1315-1318, la Peste negra de 1349-1350 (que golpeó especialmente a las ciudades controladas por los normandos), además de que las tropas inglesas estuvieron demasiado ocupadas a la guerra de los Cien Años y a la guerra de las Dos Rosas como para preocuparse de la situación irlandesa. Todos estos factores permitieron un resurgimiento gaélico en el siglo XV, no sólo en Thomond, sino en toda la Irlanda fuera de la Empalizada.

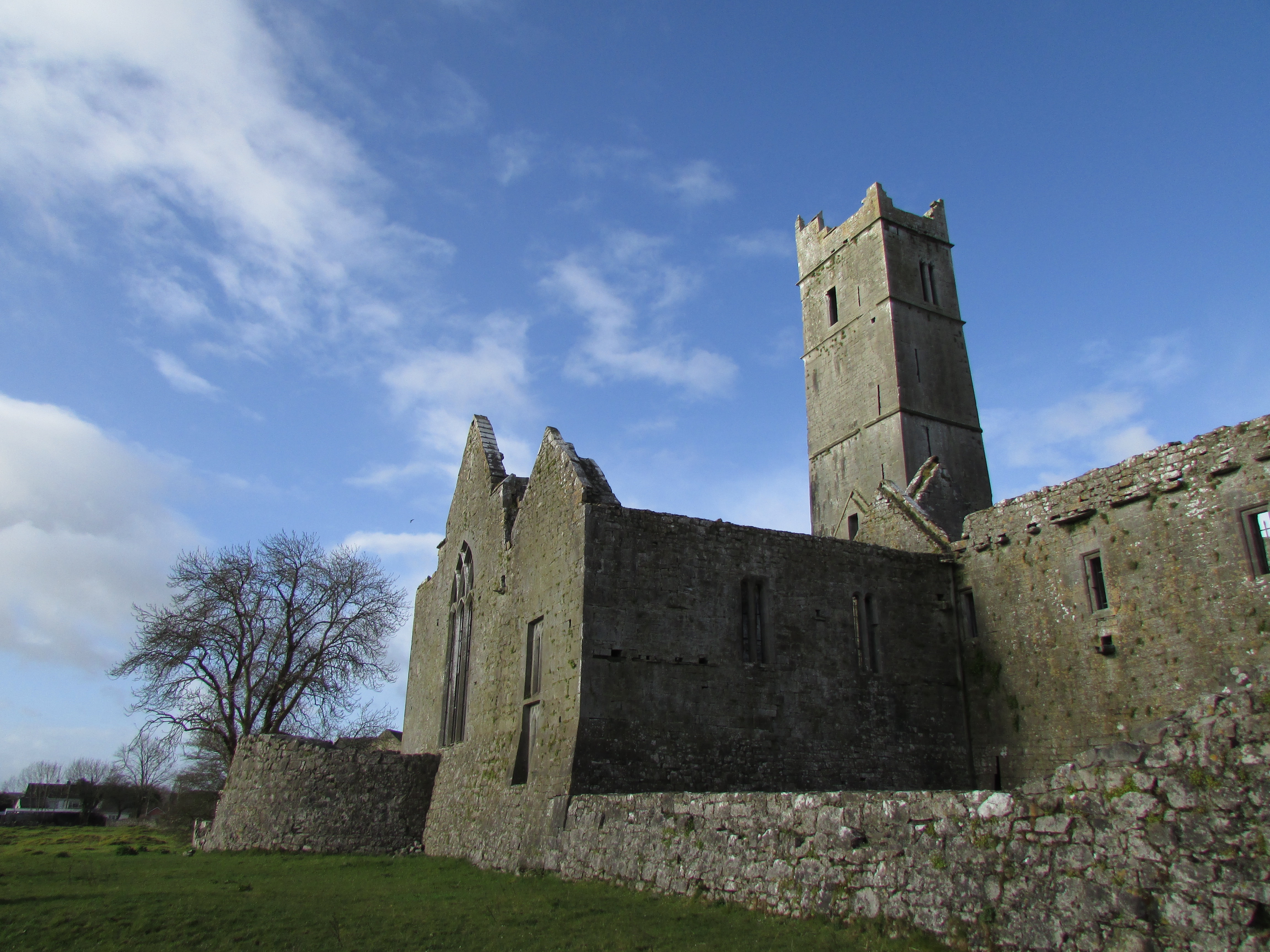
Sioda Cam Mac Con Mara que fue hecho guardián de Limerick en 1369, reconstruyó Quin Abbey en los años 1350.

Brian Bán fue el último miembro del Clann Briain Ruadh en ocupar el trono y, a partir de 1350 en adelante, el Clann Tadhg se mantuvo en el poder. Mathghamhain Maonmhaighe Ó Briain llegó al poder a la muerte de su tío Diarmuid y recibió su sobrenombre porque fue criado en  Máenmaige. Su sucesión fue disputada por su tío y su hermano; Toirdelbhach Maol Ó Briain y Brian Sreamhach Ó Briain. De los dos,  Brian Sreamhach se impuso cuando su tío trató de recabar la ayuda del conde de Desmond para recuperar el reino. Brian les derrotó en Croom en una victoria clave. Esto le permitió, además, recuperar Limerick para Thomond y Sioda Cam Mac Con Mara was fue nombrado guardián de la ciudad en 1369. La amistad con los de Burghs de Galway se mantuvo y cuando Ricardo II visitó Waterford en 1399, juró homenaje nominal y fue bien recibido. La posición de Thomond permitió que el reinado de veinte años de Conchobhar mac Mathghamhna Ó Briain fuera una época de paz y plenitud.
Los años 1426-1459 estuvieron marcados por la sucesión de tres hijos de Brian Sreamhach; Tadhg an Glemore Ó Briain, Mathghamhain Dall Ó Briain y Toirdelbhach Bóg Ó Briain. Durante esta época, Mathghamhain Dall fue depuesto por su hermano Toirdelbhach con la habitual ayuda de los de Burghs (con quien se había enlazado por matrimonio). Cosas mayores sucederían tras la ascensión del hijo de Toirdelbhach, Tadhg an Chomhaid Ó Briain. Desde Inchiquin, Tadhg se aprovechó de la Guerra de las dos Rosas para aliarse con los Ó Néill en 1464. Consiguió cruzar al sur por Desmond y aplicar el cíos dubh sobre los anglonormandos. Fue una especie de pizzo gaélico que ya el bisabuelo de Tadgh, Mathghamhain Maonmhaighe, había implantado como pago por protección. Su destreza militar fue tal que el conde de Desmond tuvo que devolver a Thomond lo que luego sería el condado de Limerick. Mac Fhirbhisigh apunta a que los hombres de Leinster planeaban elevar a Tadhg como rey supremo antes de su muerto y afirman que fue el más grande Ó Briain desde Brian Boru.
Thomond fue rico desde el siglo XV; Domhnall Mac Gormáin (fallecido en 1484) era descrito como el hombre más rico de Irlanda en términos de cabezas de ganado. Durante el reinado de  Conchobhar na Srona Ó Briain, Thomond estaba aliado con los Mac William Uachtar de Clanricarde y los Butler. En este último caso, se oponían a los FitzGerald de Kildare FitzGeralds, lo que les granjeó la ira de Gerald FitzGerald, conde de Kildare, que contaba con el favor del nuevo rey Tudor Enrique VII como Lord Diputado de Irlanda. Pese a la temible reputación de Kildare, Conchobhar se enfrentó a él en la batalla de Ballyhickey, cerca de Quin, en 1496 y consiguió rechazarle. Toirdelbhach Donn Ó Briain como parte de su pacto con Ulick Fionn Burke tomó parte en la Batalla de Knockdoe en 1504, junto con los Mac Con Mara y los Ó Briain Ara y contra los condes de Kildare, en las que resultaron derrotados. La pelea había comenzado por una disputa entre los de Burgh y los Ui Maine. Ó Briain derrotó posteriormente a Kildare en Moin na Brathair, cerca de Limerick. Thomond pretendió apoyara los Ó Néill contra los O'Donnell en el norte, pero cuando los Ó Briain llegaron, ya había terminado. Toirdelbhach murió tratando de defender a los Ó Cearbhaill de Éile del Conde de Ormond en Camus, cerca de Cashel; he died "por el disparo de una bala."

### Caída del reino

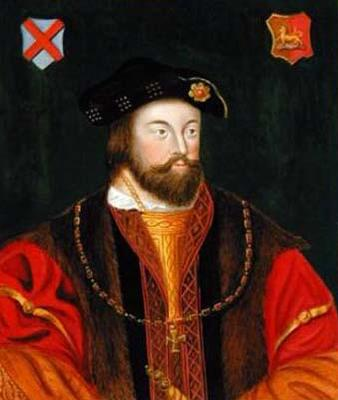
La caída de Thomond fue precipitada por la rebelión de Silken Thomas FitzGerald.

La caída de Thomond tuvo lugar en el siglo XVI. La serie de eventos que llevaron a ello fueron desencadenados por la rebelión de un miembro de la  familia FitzGerald, el conde de Kildare, Silken Thomas FitzGerald. En 1534, se extendió el rumor de que su padre, el Lord Diputado de Irlanda, había sido ejecutado en Inglaterra por orden de Enrique VIII de Inglaterra y que lo mismo estaba planeado para él y sus tíos. Partiendo de ahí, Thomas renunció a sus cargos en el Reino de Irlanda y se rebeló. Se refugió con los Ó Cearbhaill de Éile y luego con Conchobhar mac Toirdhealbaig Ó Briain en Clonroad, Ennis. El ejército perseguidor estaba encabezado por Lord Leonard Grey, que destruyó el puente de Killaloe, lo que aisló a Thomond del resto de Irlanda y atacó a los Dál gCais al este del Shannon.
Aunque el problema de Silken Thomas quedó resuelto a finales de 1535, Thomond se había marcado proporcionando refugio a los enemigos de la corona. Por otro lado, el hijo de Conchobhar Donnchadh Ó Briain había colaborado con las fuerzas inglesas, y había cimentado una alianza con los Butler al contraer matrimonio con la hija del conde de of Ormond. Según Butler, Donnchadh solicitó ayuda para conquistar Thomond, contribuir a la colonización inglesa, adoptar la ley inglesa y conquistar Carrigogunnell Castle. Este castillo era un símbolo de la resistencia gaélica, ya que no había caído en manos normandas durante más de 200 años. Cuando el castillo fue atacado por Grey, se rindió por Donnchadh. Con la pérdida de Thomond oriental y la destrucción del puente de O'Brien, Thomond estaba en problemas. Conchobhar, junto con partidarios leales como los Mac Con Mara, continuaron luchando hasta alcanzar una tregua con Grey in 1537.
Conchobhar fue sucedido por su hermano Murchadh Carrach Ó Briain, que inicialmente intentó ayudar a Conn Bacach Ó Néill en la defensa de Tír Eoghain pero entendió finalmente la futilidad de su posición y accedió a la rendición y reconcesión del gobierno Tudor. En 1542 se celebró una sesión del Parlamento Irlandés en Limerick por el Lord Diputado Anthony St Leger en la que se acordaron los términos de la sumisión de Murchadh Carrach Ó Briain y Sioda Mac Con Mara. Una vez parte de la nobleza de Irlanda y convertidos al anglicanismo, Murchadh fue nombrado conde de Thomond y Donnchadh Baron Ibrackan. La disensión vino del hermano de Donchadh Domhnall Ó Briain (y su aliado Tadhg Ó Briain) que afirmaba haber sido inaugurados Jefe de los Ó Briain según la tradición gaélica en 1553. Esto iba contra su sobrino, el nuevo conde, Conchobhar Groibleach Ó Briain. Con conexiones en Inglaterra, Conchobhar contaba con el apoyo de conde de Sussex pero no fue capaz de derrotar a su tío, que se apuntó una victoria en la Batalla de Spancel Hill en 1559. Los conflictos continuaron y Thomond fue puesto bajo ley marcial por William Drury en 1577. Las cuestiones relativas a impuestos y tierras concluyeron con la Composición deThomond en 1585.